# Herpyllus emertoni
Herpyllus emertoni är en spindelart som beskrevs av Bryant 1935. Herpyllus emertoni ingår i släktet Herpyllus och familjen plattbuksspindlar. Inga underarter finns listade i Catalogue of Life.